# 헤르난디아과
헤르난디아과(Hernandia科, 학명: Hernandiaceae 헤르난디아케아이[*])는 녹나무목의 과이다. 4속에 72종을 포함하며, 열대 지역에 분포하는 나무와 관목으로 이루어진 과이다.

## 하위 분류
- Gyrocarpus Jacq.
- Hernandia Plum. ex L.
- Illigera Blume
- Sparattanthelium Mart.

## 계통 분류
2016년 APG IV 분류 체계에서는 헤르난디아과를 목련군 녹나무목 아래에 분류하며, 이는 2009년 APG III 분류 체계의 분류와 동일하다. 이전의 2003년 APG II 분류 체계에서는 같은 분류 아래에 Hernandiaceae Bercht. & J.Presl (1820)으로 기록했으며, 1998년 APG 분류 체계에서도 같은 분류 아래 기록했다.